# Galina Alexandrowna Belowa
Galina Alexandrowna Belowa (russisch Галина Александровна Белова; * 5. April 1949 in Nowosibirsk) ist eine sowjetische bzw. russische Ägyptologin.

## Leben
Belowa begann 1968 das Studium am Moskauer Staatlichen Lenin-Pädagogik-Institut in der Historischen Fakultät, das sie 1972 abschloss.
Es folgte die Aspirantur (1975–1979) mit Spezialisierung auf allgemeine Geschichte, Alte Welt, Ägyptologie am Institut für Orientstudien der Akademie der Wissenschaften der UdSSR (AN-SSSR, seit 1991 Russische Akademie der Wissenschaften (RAN)). 1978 verteidigte Belowa ihre Dissertation über die Gestaltung des Verwaltungsapparats in Nubien (3000–1200 v. Chr.) mit Erfolg für die Promotion zur Kandidatin der historischen Wissenschaften.
Belowa leitete archäologische Expeditionen in Memphis, Alexandria und Luxor. Sie wurde Direktorin des 1992 gegründeten Zentrums für Ägyptologische Studien des Instituts für Orientstudien (seit 1999  Zentrum für Ägyptologische Studien der RAN). Sie verteidigte 1995 ihre Doktor-Dissertation über das alte Ägypten und die benachbarten afrikanischen Länder mit Erfolg für die Promotion zur Doktorin der historischen Wissenschaften.
Zusammen mit der Bioarchäologin Roxie Walker des British Museum führte Belowa Ausgrabungen in Deir al-Banat (bei al-Fayyūm) durch. Ein weiterer Forschungsschwerpunkt ist Tell Ibrahim Awad im Gouvernement asch-Scharqiyya (russisch-niederländische Expedition, russisch-deutsche Expedition).
Belowa ist Mitglied des Internationalen Ägyptologen-Verbands, der Egypt Exploration Society, der European Association of Archaeologists, der National Geographic Society und der Russischen Geographischen Gesellschaft. Sie beteiligt sich an der Arbeit der Gruppe für Informatik und Ägyptologie des Internationalen Ägyptologen-Verbands. Für die Denkmalrettung in Ägypten und Nubien erhielt sie 1995 und 2010 eine UNESCO-Medaille.